# VM i ishockey 1995
Verdensmesterskabet i ishockey 1995 var det 59. VM i ishockey, arrangeret af IIHF. Der var 39 deltagende hold ved mesterskabet, hvilket var en forbedring af den hidtidige deltagerrekord på 37 hold fra VM-turneringerne i 1993 og 1994. 
I forhold til året før var kvalifikationen til C2-gruppen afskaffet og gruppen i stedet udvidet fra otte til ti hold. Desuden var boykotten mod  Jugoslavien blevet ophævet, og som tidligere C-gruppenation blev holdet ekstraordinært placeret i C1-gruppen, så denne gruppe midlertidigt blev udvidet fra otte til ni hold.
Mesterskabet blev altså afviklet i fire niveauer som A-, B-, C1- og C2-VM. De tolv bedste hold spillede om A-VM, de otte næste hold spillede om B-VM, mens C1- og C2-VM havde deltagelse af ni hhv. ti hold.
A-VM i Stockholm og Gävle, Sverige i perioden 23. april – 7. maj 1995.
B-VM i Bratislava, Slovakiet i perioden 12. – 21. april 1995.
C1-VM i Sofia, Bulgarien i perioden 20. – 26. marts 1995.
C2-VM i Johannesburg, Sydafrika i perioden 21. – 30. marts 1995.
For første gang siden VM 1954 vandt et nyt land VM-titlen. Finland blev verdensmestre for første gang ved at slå arvefjenden og værtslandet Sverige i finalen med 4-1. De forsvarende mestre fra Canada vandt bronzemedaljer efter sejr over Tjekkiet i bronzekampen ligeledes med 4-1.
| A-VM 1995 | A-VM 1995 |
| --------- | --------- |
| Guld      | Finland   |
| Sølv      | Sverige   |
| Bronze    | Canada    |
| 4.        | Tjekkiet  |
| 5.        | Rusland   |
| 6.        | USA       |
| 7.        | Italien   |
| 8.        | Frankrig  |
| 9.        | Tyskland  |
| 10.       | Norge     |
| 11.       | Østrig    |
| 12.       | Schweiz   |

| B-VM 1995 | B-VM 1995      |
| --------- | -------------- |
| 13.       | Slovakiet      |
| 14.       | Letland        |
| 15.       | Polen          |
| 16.       | Holland        |
| 17.       | Danmark        |
| 18.       | Japan          |
| 19.       | Storbritannien |
| 20.       | Rumænien       |

| C1-VM 1995 | C1-VM 1995   |
| ---------- | ------------ |
| 21.        | Hviderusland |
| 22.        | Kasakhstan   |
| 23.        | Ukraine      |
| 24.        | Estland      |
| 25.        | Kina         |
| 26.        | Ungarn       |
| 27.        | Slovenien    |
| 28.        | Jugoslavien  |
| 29.        | Bulgarien    |

| C2-VM 1995 | C2-VM 1995  |
| ---------- | ----------- |
| 30.        | Kroatien    |
| 31.        | Litauen     |
| 32.        | Spanien     |
| 33.        | Sydkorea    |
| 34.        | Belgien     |
| 35.        | Israel      |
| 36.        | Australien  |
| 37.        | Sydafrika   |
| 38.        | Grækenland  |
| 39.        | New Zealand |

| Sport | Spire Denne artikel om sport er en spire som bør udbygges. Du er velkommen til at hjælpe Wikipedia ved at udvide den. |